# Bo W. Takter
Bo William Robert Takter, känd som Bo William Takter och Bo W. Takter, född Johnsson 21 maj 1937, i Norrköpings Matteus församling, Östergötlands län, död 7 december 2021 i Husie distrikt, Skåne län, var en svensk travkusk och travtränare. Han är far till Johnny och Jimmy Takter, som båda gjort karriär inom travet.

## Karriär
Takter började sin karriär inom travet på slutet av 60-talet i Norrköping, med Mantorptravet som hemmabana. Takter experimenterade mycket med träning av hästarna, och även med hästarnas utrustning. I slutet av 70-talet flyttade Takter till Malmö, och blev då verksam vid Jägersro. Han var en pionjär inom barfotakörning, vilket gav så stor effekt på hästarna, att travförbundet funderade på att förbjuda det.

### Storhetstiden
Under mitten på 1980-talet hade Takter sin storhetstid som tränare och kusk. Han gjorde sig känd med en lång rad förvandlingsnummer och dominerade under flera år på Jägersro tillsammans med sina söner. Han blev kuskchampion på hemmabanan Jägersro 1980 och 1983 (Johnny blev kuskchampion 1981 och 1984).
Takter vann bland annat Svenskt Travderby 1983 med hästen Micko Fripé som han på ett par veckor förvandlat till en vinnare. 1985 vann hann Hugo Åbergs Memorial med hästen Matiné, körd av sonen Johnny. Han deltog även i Elitloppet flera gånger, både som kusk och tränare. 1998 körde han sista träningsjobbet med Moni Maker, tränad av Jimmy Takter, på Jägersro och på tiden 1.10,6 över 1 640 meter, vilket var en tiondel under Copiads gällande absoluta världsrekord på tusenmetersbana. Moni Maker vann sedan Elitloppet på samma världsrekordtid.
Takter flyttade till Tyskland 1984, och var verksam där en kort period, då han dominerade de tyska insatsloppen tillsammans med hästägaren Alwin Schockemöhle. 1985 segrade han bland annat i Graf Kalman Hunyady Memorial i Wien.

### Olyckan
Den 31 oktober 1988 föll Takter och slog huvudet i trappan på en restaurang i Malmö. Han var medvetslös i 25 dagar, och svävade mellan liv och död i 18 av dem. Händelsen tvingade honom att avsluta sin tränarrörelse. Till följd av olyckan så fick Takter problem med talet och närminnet, och han satt i rullstol i ett års tid. Takter återhämtade sig sedan från olyckan, och vann lopp i både Sverige och Tyskland, men gjorde aldrig någon större comeback inom travet.

### Hyllning
Samma dag som Svenskt Travderby arrangerades 2016, hyllades familjen Takter på Jägersro, för deras enorma framgångar inom travet. Bo W. och hans båda söner Johnny och Jimmy gästade banan, och loppet ”Takter Tribute” kördes till deras ära.

### Död
Takter avled den 7 december 2021, 84 år gammal. Han är begravd på Oxie kyrkogård.